# Franz Josef Schild

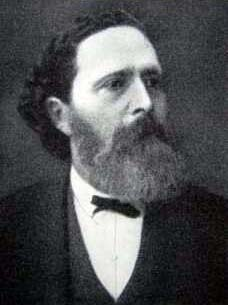
Franz Josef Schild

Franz Josef Schild (* 14. August 1821 in Grenchen; † 13. Dezember 1889 ebenda) war ein Schweizer Arzt, Solothurner Kantonsrat der Liberalen Partei, Volkskundler und Autor von Literatur in Solothurner Dialekt.

## Leben und Werk
Schild war ein Bruder des Agronomen Joseph Schild (1824–1866). Er studierte Medizin in München und machte sein Staatsexamen in Zürich. Zunächst arbeitete er in Grenchen als Allgemeinpraktiker, danach spezialisierte er sich auf Augenheilkunde und Chirurgie. Von 1874 bis 1881 war Schild liberaler Kantonsrat.
Schild war archäologisch und besonders volkskundlich interessiert. Sein Werk Der Grossätti aus dem Leberberg, eine «Sammlung von Volks- und Kinderliedern, Spottreimen, Sprüchwörtern, Wetter- und Gesundheitsregeln u. s. w.» erschien 1864 und wurde mehrmals – zuletzt 1960 – neu aufgelegt. Wie es im Untertitel heisst, schrieb er das Buch als Beitrag zum Schweizer-Idiotikon – dieses war erst kurz zuvor, 1862, in Zürich gegründet worden, und Schild blieb ihm auch in den folgenden Jahren als Korrespondent verbunden. Wie der Titel zweier Prosastücke von 1864 besagt, erzählte Schild «aus dem Volk und für das Volk». Seine literarisierte Mundart wollte dabei «zwischen Solothurn und dem Berner Seeland» vermitteln. Er schuf «einen volkskundlichen Beitrag zur Sozialgeschichte des oberen Leberbergs vor dem Hintergrund der in Grenchen einziehenden Uhrenindustrie».
Ein Teilnachlass von Schild befindet sich im Stadtarchiv Grenchen.